# Cydia
Cydia é um software aplicativo de código aberto para o sistema operacional móvel iOS da Apple. Ele possibilita a instalação de aplicativos não oficiais no iPhone, iPod touch ou iPad, manipulados por jailbreak.
Cydia foi desenvolvido por Jay Freeman (também conhecido por saurik) que em março de 2009 abriu o Cydia Store que oferece, em concorrência do App Store da Apple, diversos aplicativos.
Em setembro de 2010 Jay Freeman anunciou a compra de Rock, um outro App Store não oficial.

## Propósitos e funções
Cydia propõe uma interface gráfica para o usuário usando repositórios Advanced Packaging Tool (APT) para instalar programas não presentes na App Store. Cydia é baseado em APT, portado para o iOS por parte do projeto Freeman's Telesphoreo.
Pacotes de programas são baixados diretamente para o aparelho, na mesma localização dos aplicativos oficiais da Apple, o diretório /Applications. Aparelhos com jailbreak podem baixar aplicativos normalmente na App Store.

### Softwares presentes no Cydia
Cydia permite procurar e baixar pacotes open source ou comprar modificações para o aparelho com jailbreak. Essas modificações são baseadas em um framework chamado MobileSubstrate que deixa mais fácil baixar e atualizar os pacotes.
Linhas de comando UNIX também são encontradas no Cydia, incluindo bash, coreutils e OpenSSH.

### iOS SHSH
O Cydia armazena uma assinatura digital chamada SHSH blobs usada pela Apple para verificar restaurações e atualizações de sistema (A Apple limita os usuários a instalar sempre a última versão do sistema operacional após uma restauração). O Cydia salva mecanismos que permite os usuários a fazer um downgrade para uma versão anterior do iOS, por exemplo, uma pessoa com jailbreak atualiza o iOS para uma versão que não é possível fazer o jailbreak pode voltar para a versão anterior.

### Atualizações
Infelizmente, o Cydia precisa ser reprogramado completamente sempre que o sistema do iOS for atualizado, já que o código-fonte muda a cada atualização. O aparelho em questão geralmente solicita uma atualização do iOS a cada duas semanas, e o Cydia atualizado demora cerca de uma semana para ser divulgado.